# Смештање избеглица у Атини
Атински смештаји за избеглице постоје од наглог пораста европске мигрантске кризе 2015. Грчка је била дестинација за мигранте који траже уточиште на европском континенту преко „Балканске руте“. Коалиције група солидарности и миграната успоставиле су смештаје/сквотове широм Атине (углавном у Егзархеји) за смештај избеглица, демонстрирајући алтернативу решењима која нуде Европска унија и невладине организације. Смештаји су груписани заједно у Координацију избегличких смештаја. 

## Историја
Након финансијске кризе 2008. године, криза дуга грчке владе подстакла је Европску унију да спроведе политику штедње у облику три различита меморандума, упркос протестима јавности. Широко распрострањено сиромаштво и незапосленост довели су до нестабилних политичких услова, а високи проценти стамбених објеката и излога били су празни. Појавивши се као алтернатива политикама и пракси ЕУ и критикујући их, активисти у Грчкој су истраживали алтернативна решења за кризу сиромаштва са којом се суочавају грчки грађани и успоставили мреже солидарности унутар покрета крајње левице.
Више од милион миграната ушло је у Грчку тражећи  азил у Европској унији између 2015. и 2016. године, што је достигло врхунац са доласком преко 200.000 избеглица у октобру 2015. године. Фактори који доприносе укључују ескалацију сиријског грађанског рата и накнадно затварање јорданске и турске границе са Сиријом. Земље чланице ЕУ усвојиле су различите политичке одговоре. Балканске државе нису биле у стању да контролишу миграцију путем административних механизама, одлучивши се да отворе руту дубље у Европу. У августу 2015. године, немачка канцеларка Ангела Меркел отворила је немачку границу за тражиоце азила, добровољно се одрекавши Даблинске уредбе. Париз 2015. додатно је поларизирао ставове држава чланица о избегличкој ситуацији. Грчка влада није имала капацитет да процесуира пристигле мигранте, а под притиском Европске комисије, грчки министар одбране Панос Каменос је дозволио Фронтексу да помогне у управљању границама и успоставио „вруће тачке“ за обраду избеглица. Предлаже се да овај приступ осигура безбедност локалног становништва и миграната, стварањем сигурнијих путева у Европу уз строгу контролу куда они могу да иду. У пракси, ова административна решења су створила нове опасности за мигранте, дозвољавајући депортацију у несигурне земље и омогућавајући њихово неограничено задржавање у лошим и понекад опасним условима у службеним камповима.
Грчке мреже солидарности су активиране као подршка мигрантима након доласка 2015. године. Полицијске деложације новопридошлих миграната из јавних простора око трга Викторија привукле су активисте да обезбеде ресурсе и подрже протесте и штрајкове глађу предвођених избеглицама. Полиција је на сличан начин очистила и оближњи парк Педион тоу Ареос, који су заузели новопридошли мигранти. Након исељавања, групе солидарности су помогле у обезбеђивању напуштених простора као смештај за избегличко насеље. Средином 2017. године процењено је да је између 2500 и 3000 миграната било смештено у смештајима у Атини. У августу 2018, неформална анкета је показала да 850 људи (од којих су укупно 30% деца и 40% жене) живи у шест атинских избегличких смештаја.
Већина смештаја је чврсто заснована на принципима антирасизма, самоуправљања, директне демократије и нехијерархијске организације. Даље, смештаји се могу поделити у четири категорије:
1. Анархистички смештаји који не учествују са невладиним организацијама и државним актерима.
2. Самоорганизовани пројекти које углавном воде саме избеглице
3. Феминистички смештаји које користе само жене и њихова деца
4. Сити Плаза коју воде као експлицитно политички пројекат левичарских група, уз солидарност из целе Европе.[3]

Грчки суд је 2017. године одлучио да три смештаја буду исељена и рашчишћена. Тадашњи градоначелник је изјавио да "јавни простор и приватне зграде не треба да буде окупиране тим особама."
Исељавање девет смештаја са избеглицама је било и 2019. године у Атини. Протест је уследио и као последица, мигранти су били склоњени у званични камп.
Са доласком новог градоначелника, Костас Бајонакис, почеле су ригорозније мере уперене против миграната. Почела су хапшења и растеривања миграната.
Месец дана раније, новоизабрани нови премијер (и ујак Бакојаниса) Киријакос Мицотакис из странке Нова демократија обећао је да ће увести ред у округу Егзархеја где мигранти проводе време. У овом централном округу налазе се најмање 23 анархистичка и мигрантска сквотова, и дуго је била база грчких радикалних левих друштвених покрета. Такође је било случајева повезаних са криминалом, дрогом и сексуалним узнемиравањем. Локални становници који живе у близини смештаја у околини Егзархеје жалили су се на насиље и криминал међу мигрантима. До краја септембра 2019. било је седам смештаја за мигранте у Атини.
Министарство заштите грађана је 20. новембра 2019. године објавило саопштење у којем се наводи „Позивају се „они који су бесправно заузели објекте, јавне или приватне, да се евакуишу [...] Рок за евакуацију је петнаест дана од објављивања овог саопштења за јавност .”  Исељења су проширена са мигрантских смештаја на анархистичке друштвене центре. Када је Нова демократија у децембру 2019. подигла божићно дрвце на Тргу Егзархеја, анархисти су је спалили у знак солидарности са људима који су недавно исељени. Заменско дрво је подигнуто и спаљено неколико сати касније.